# Bazylika katedralna św. Jana Chrzciciela i św. Jana Ewangelisty w Toruniu

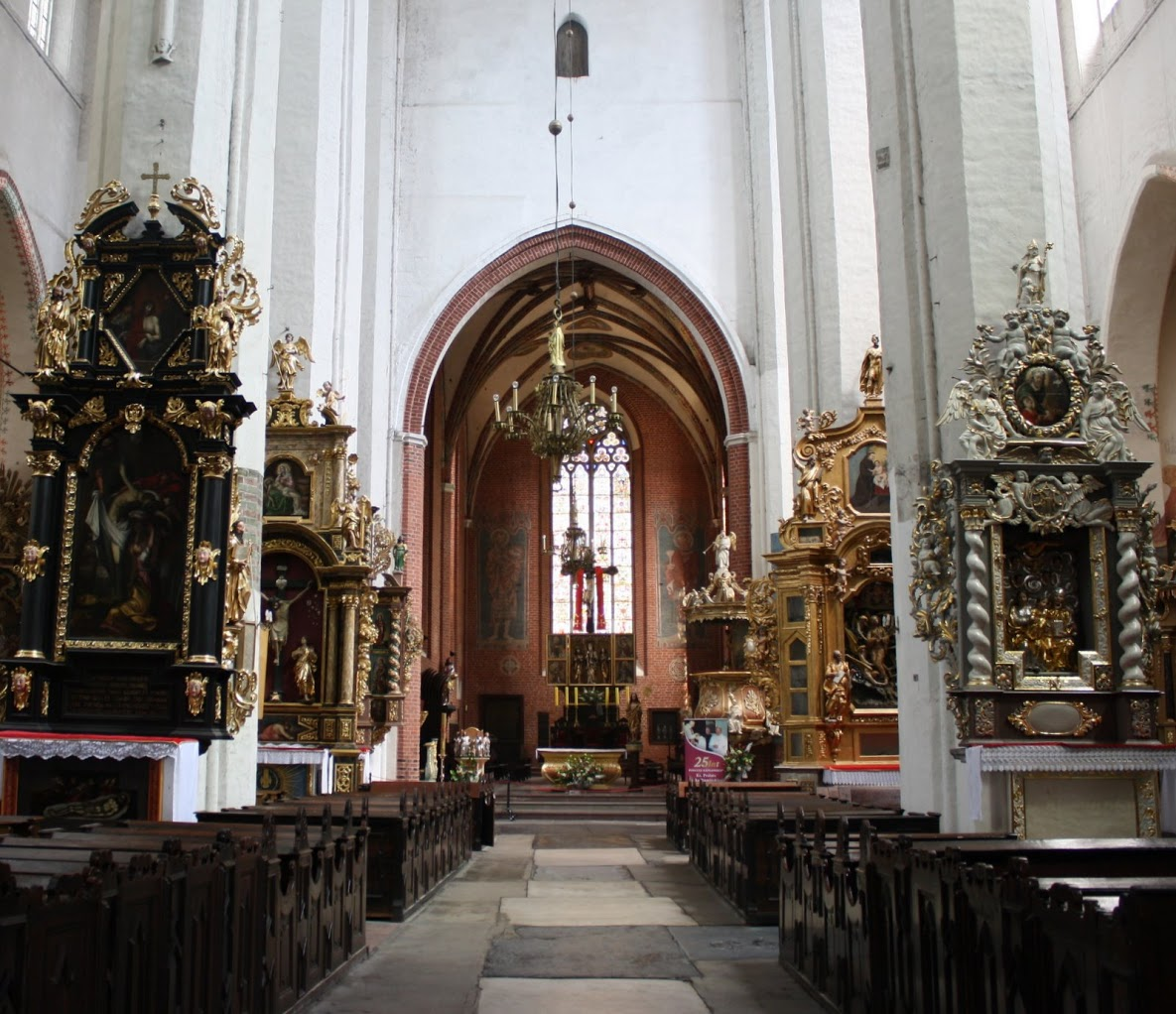
Widok ogólny wnętrza katedry

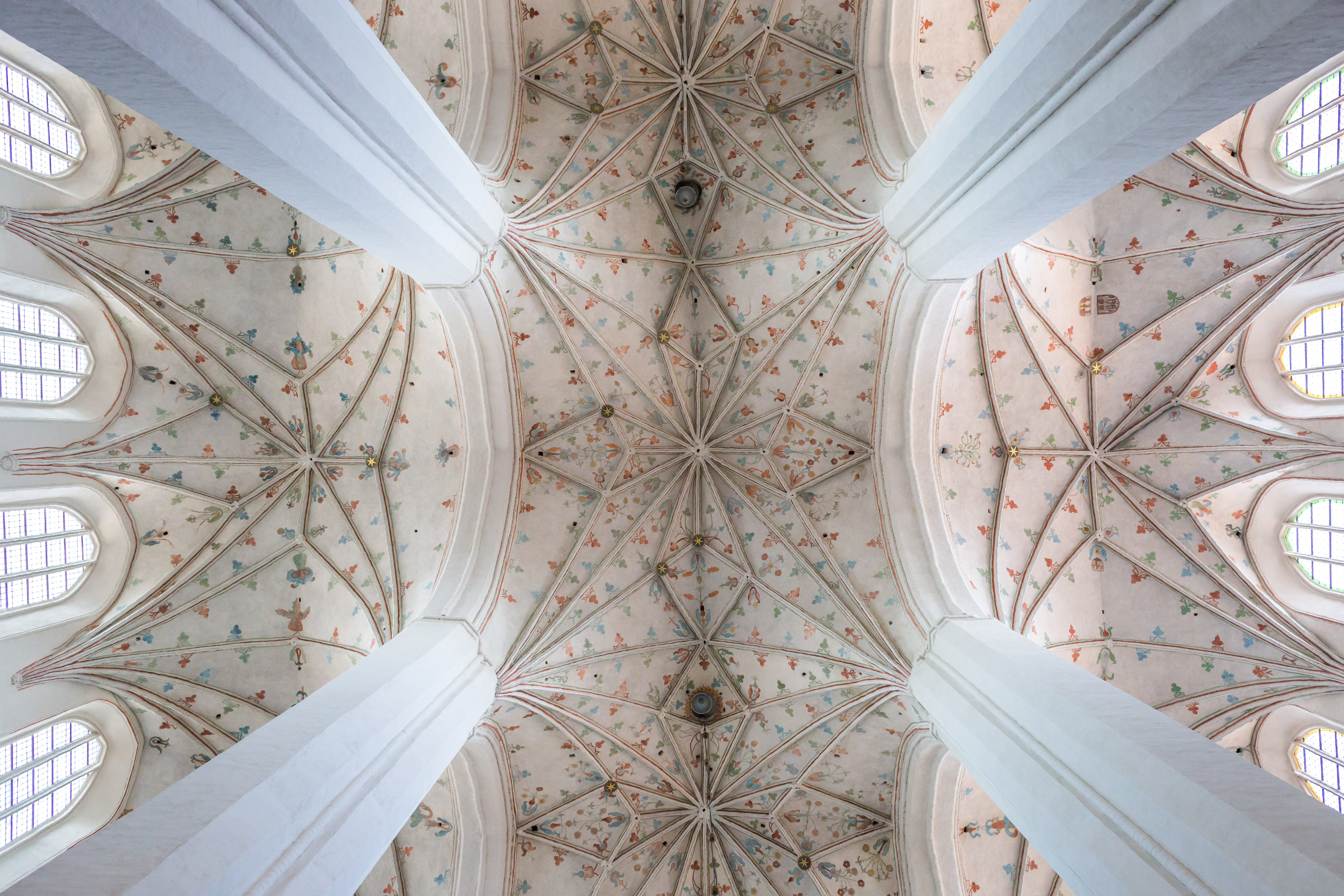
Sklepienie nawy głównej, koniec XV w

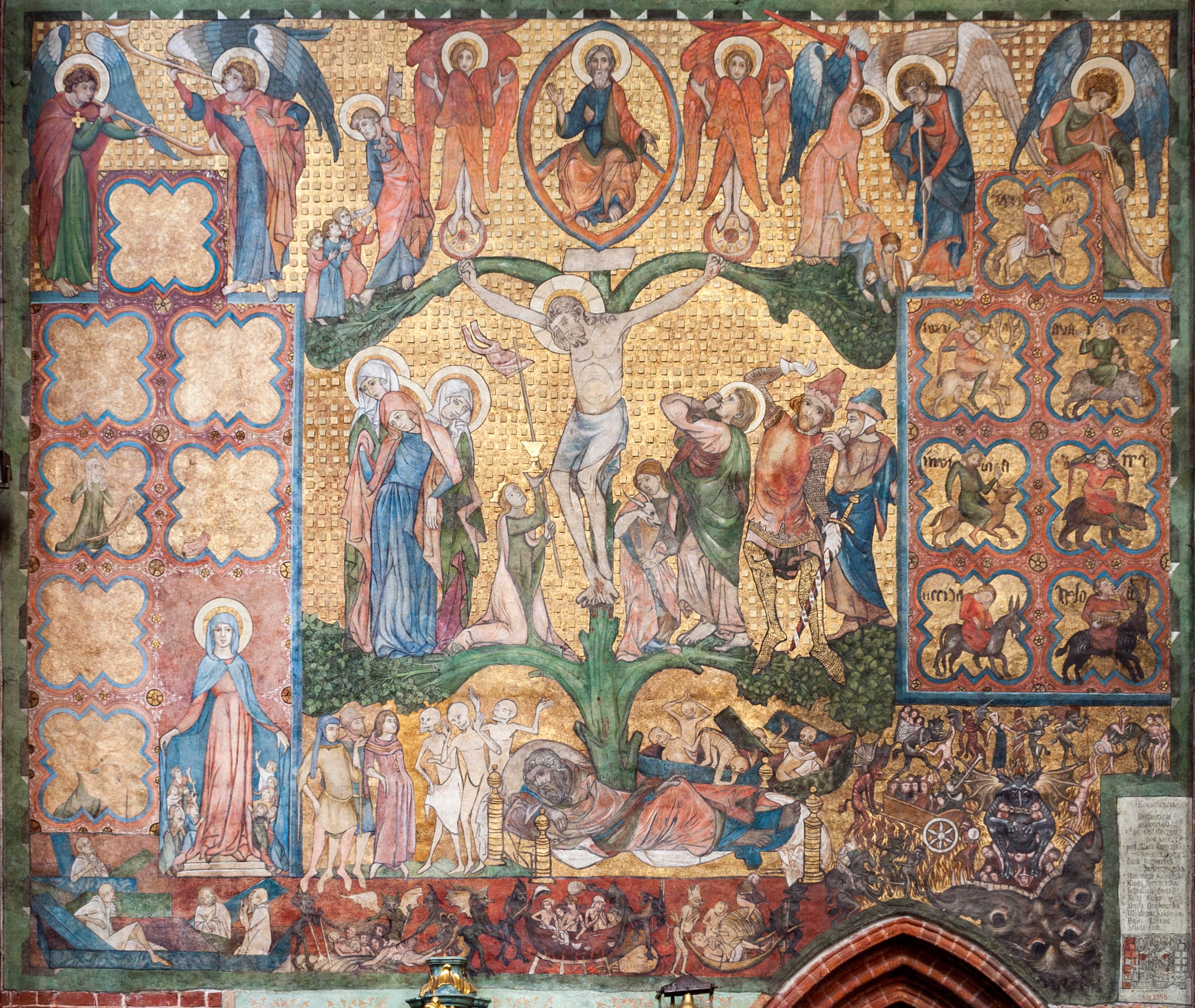
Malowidło na północnej ścianie prezbiterium, ok. 1380-90 roku

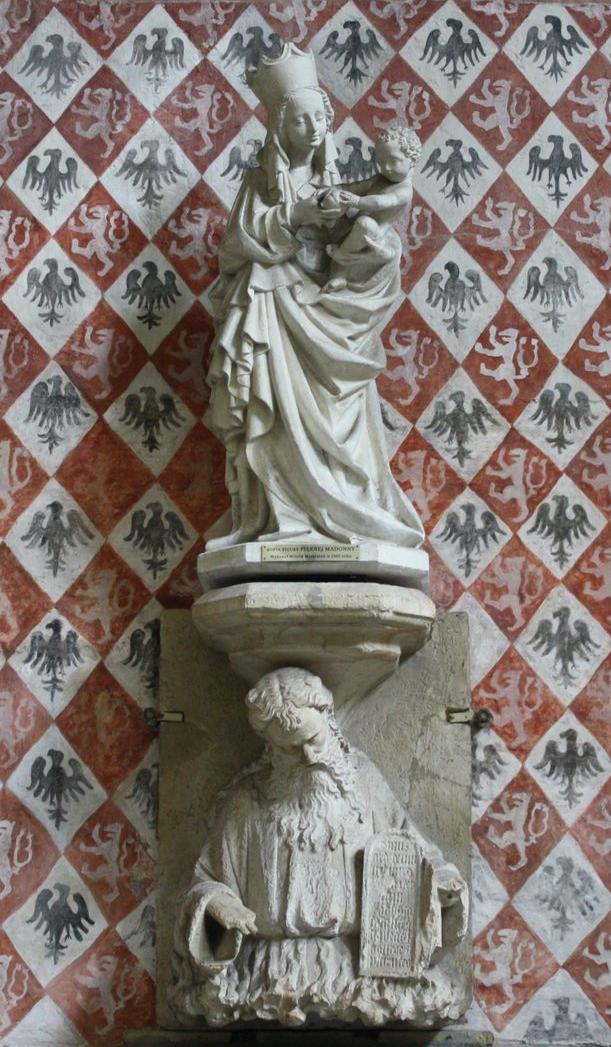
Piękna Madonna (kopia) i Popiersie Mojżesza, ok. 1390 roku

Bazylika katedralna św. Jana Chrzciciela i św. Jana Ewangelisty w Toruniu – gotycki, ceglany kościół, dawna fara toruńskiego Starego Miasta. Znajduje się w kwartale zamkniętymi ulicami: Kopernika, Łazienną, św. Jana, Żeglarską. Jej bryła jest najlepiej widoczna ze strony południowej. W panoramie Torunia od strony Wisły najlepiej widoczne są wieża oraz korpus świętojańskiej fary.
Bazylika katedralna jest jednym z najbardziej reprezentatywnych przykładów architektury gotyckiej w Polsce. Wewnątrz kościoła zachował szereg cennych dzieł sztuki średniowiecznej i nowożytnej, m.in. zespół malowideł ściennych, krucyfiks mistyczny, płyta nagrobna małżeństwa von Soest, kompozycja rzeźbiarska ukazująca świętą Marię Magdalenę z aniołami, ołtarz Świętego Wolfganga. Część wystroju zaginęła (m.in. figura Pięknej Madonny, zastąpiona kopią z 1956 roku - zachowała się konsola z popiersiem Mojżesza, barokowy XVII-wieczny ołtarz główny) lub została przeniesiona do muzeów (m.in. obrazy Biczowanie i Zdjęcie z Krzyża). Od 1501 roku w kościele pochowane jest serca króla Jana Olbrachta, znajdują się także pamiątki związane z Mikołajem Kopernikiem – chrzcielnica, epitafium jemu poświęcone i popiersie ufundowane w 1766 roku przez mecenasa sztuki Aleksandra Jabłonowskiego.
Od 1935 roku ma tytuł bazyliki mniejszej, od 1992 roku jest katedrą diecezji toruńskiej. 

## Historia

### I kościół
Pierwszy kościół parafialny Starego Miasta został wybudowany w połowie XIII w. Pierwsza wzmianka o kościele pochodzi z 1257 roku. Kościół ten spłonął w latach 1263–1269. Ok. 1270–1330 rozpoczęto budowę nowego kościoła. Kościół św. Jana po raz pierwszy pojawia się w źródle z 1306 roku. W tym samym czasie obok kościoła działała szkoła parafialna.
Relikty pierwszego kościoła parafialnego Torunia ujawniły badania archeologiczne przeprowadzone w latach 1994–1995. Oprócz fundamentów, pod obecną posadzką zachowały się dolne partie ścian północnej i wschodniej z gzymsem wykonanym z glazurowanych na zielono cegieł. Na tej podstawie można określić, że była to budowla salowa, murowana, o wymiarach 11 na 22 m. Jej ściana południowa pokrywała się z południową ścianą istniejącego prezbiterium. Świątynia została zbudowana prawdopodobnie niedługo po translokacji Torunia na obecne miejsce (1236 rok) i była używana przez ok. 80 lat. Z elementów wyposażenia tego najstarszego kościoła parafialnego miasta zachowała się wczesnogotycka brązowa chrzcielnica, ustawiona obecnie w tzw. kaplicy Kopernika.

### II kościół
W pierwszych dziesięcioleciach XIV wieku rozpoczęto wznoszenie drugiego kościoła. Powstał wtedy najpierw trójnawowy, trójprzęsłowy korpus, a następnie, po rozbiórce pierwszego kościoła, obecne prezbiterium, zakrystia i kaplice boczne. Wygląd części zachodniej nie jest znany, ale powszechnie przyjmuje się, że do zachodniej fasady, na przedłużeniu nawy środkowej, przylegała kwadratowa wieża. Z tej fazy budowy kościoła pochodzi obecne prezbiterium oraz dolne partie ścian i filarów korpusu nawowego w obrębie trzech wschodnich przęseł (do około połowy wysokości obecnego kościoła). Forma budowli nawiązywała do świątyń westfalskich (np. kościół Sankt Maria zur Wiese w Soeście).

### III kościół
Kolejna faza budowy wiąże się częściowo z jej odbudową po pożarze miasta w 1351 roku, kiedy częściowemu zniszczeniu prawdopodobnie uległ również kościół św. Janów. Do początku XV w. przedłużono korpus o jedno przęsło, zbudowano nową wieżę od zachodu, ciąg bocznych kaplic przy nawie północnej oraz być może podwyższono nawę główną nadając kościołowi kształt pseudobazyliki. W 1402 roku zakończono budowę wieży. Zawaliła się ona w 1406 roku. Na jej miejscu w latach 1407–1433 roku wybudowano nową wieżę. Prawdopodobnie w 1433 roku po stronie południowej zainstalowano zegar wieżowy. Godzinowa wskazówka została nazwana Digitus Dei (Palec Boży). W 1466 roku król Polski przejął patronat nad kościołem.

### IV (obecny) kościół
W XV wieku nadano kościołowi ostateczny, zachowany do dzisiaj kształt. W latach 1468–1473 podwyższono korpus nawowy. W 1479 roku na wschodniej ścianie nawy północnej zainstalowano organy. W 1497 roku rozpoczęto budowę skarbca przy zakrystii. W 1501 lub 1505 roku miasto przejęło patronat nad kościołem. W 1500 lub 1522 roku odlano dzwon Tuba Dei.
Od XV do XVIII wieku w kościele odbywały się uroczystości okolicznościowe związane z wizytą królów Polski w Toruniu. 28 września 1410 roku do kościoła wkroczył orszak z królem Władysławem II Jagiełłą, a w 1454 roku orszak z królem Kazimierzem IV Jagiellończykiem. W nabożeństwie w kościele brał udział również Jan I Olbracht podczas swojej wizyty w Toruniu w 1501 roku. W następnych latach swój pobyt w Toruniu od nabożeństwa w kościele rozpoczynali królowie: Zygmunt I Stary, Stefan Batory, Jan II Kazimierz Waza, Jan III Sobieski.
W 1530 roku kościół przejęli protestanci. Od 1583 roku w kościele odprawiano nabożeństwa dla katolików i ewangelików. Katolicy modlili się po prawej stronie świątyni, ewangelicy po lewej. W 1596 roku na mocy decyzji króla Zygmunta III Wazy kościół, plebania i szkoła parafialna przeszły na własność jezuitów. Kościół został uszkodzony podczas potopu szwedzkiego w 1655 roku oraz podczas oblężenia Torunia przez wojska szwedzkie w 1703 roku. W 1703 roku Szwedzi próbowali zrabować dzwon Tuba Dei. Zaniechali tego po otrzymaniu okupu od władz miasta. W 1773 roku doszło do kasaty Zakonu Jezuitów. Kościół przeszedł na własność księży diecezjalnych. W latach 1806–1813 kościół został poważnie uszkodzony. W 1847 roku dokonano znacznego remontu świątyni. W 1878 roku wymieniono organy, zmieniono prospekt organowy na neogotycki.
24 października 1929 roku kościół wpisano do rejestru zabytków (A/405). Od 1935 roku ma tytuł bazyliki mniejszej. W latach 1938–1939 przeprowadzono prace konserwatorskie. W latach 1945–1954 konserwowano obrazy i rzeźby polichromowane. W 1951 roku zakończono prace w prezbiterium. W latach 1971–1972 przeprowadzono prace w Kaplicy Kopernika. Organy uszkodzone podczas II wojny światowej zostały odrestaurowane w latach 80. W 1991 roku konserwowano malowidło ścienne Sąd Ostateczny.
Od 1992 roku bazylika jest katedrą diecezji toruńskiej. Dokonano renowacji ołtarzy, figur i epitafiów (od lat 90. do 2002 roku), kaplicy Bożego Ciała (1994), prezbiterium (1994–1996) oraz prace konserwatorskie na wieży (2001–2002). 7 czerwca 1999 roku katedrę nawiedził papież Jan Paweł II. W latach 2006–2011 katedra przeszła kolejne prace konserwatorsko-restauratorskie. Naprawiono pokrycia dachowe nad korpusem głównym, wieżą, prezbiterium i kaplicami. Był to największy remont katedry w jej historii.

## Zabytki gotyckie

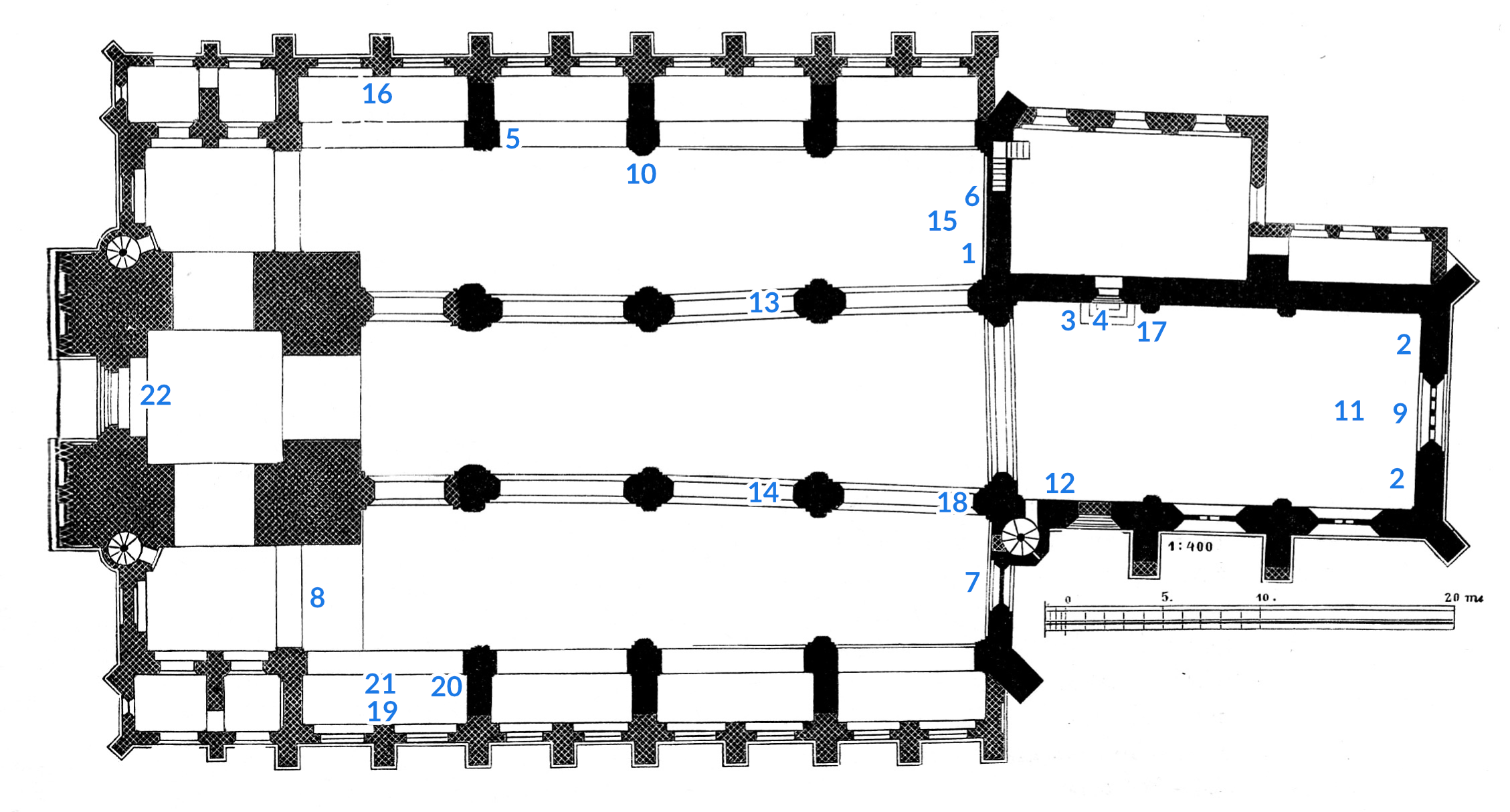
Plan katedry w Toruniu z zaznaczonymi zabytkami sztuki gotyckiej: 1. malowidło Koronacja NMP; 2. malowidła św. Jan Chrzciciel i św. Jan Ewangelista; kute kraty z XV w.; 3. malowidło Ukrzyżowanie na drzewie Jessego i Sąd Ostateczny; 4. fragment malowidła z ok. 1400 r. 5. postać świętego króla-rycerza, być może św. Zygmunt; 6. malowidło Ukrzyżowanie; 7. malowidło św. Weronika; 8. malowidło Chrystus Boleściwy; 9. pozostałości gotyckich witraży; 10. skrzydło szafy ołtarzowej ok. 1480; 11. ołtarz św. Wolfganga, dawny krucyfiks tęczowy; 12. płyta nagrobna małżonków von Soest; 13. krucyfiks z XIV w. w ołtarzu Krzyża Św.; 14. płaskorzeźba św. Maria Magdalena unoszona przez anioły w nowożytnym ołtarzu; 15. konsola z popiersiem Mojżesza; 16. rzeźba Chrystus Boleściwy (XV w.), płyta nagrobna kupca Bertholda Segeberga z Lubeki (zm. 1467); 17. rzeźba Chrystus Zmartwychwstały; 18. rzeźba św. Jan Ewangelista; 19. rzeźba Chrystus Boleściwy (1510-20) oraz stalle; 20. płaskorzeźba Zaśnięcie NMP; 21. brązowa chrzcielnica; 22. dzwon Tuba Dei (na wieży)

Obecne zachowane zabytki sztuki gotyckiej, mimo ich liczebności, są zaledwie ułamkiem pierwotnego wystroju kościoła. Przykładowo, wykaz prebend z 1541 r. wylicza 20 ołtarzy: główny pw. św. św. Jana Chrzciciela i Ewangelisty, 10 ołtarzy przy filarach międzynawowych, 8 ołtarzy w kaplicach oraz ołtarz w Kaplicy Ogrójcowej. Fundatorami byli członkowie patrycjatu toruńskiego, lokalne duchowieństwo (zarówno proboszczowie parafii św. Janów, jak i np. biskup chełmiński Łukasz Watzenrode), a w jednym przypadku urzędnik Korony Polskiej - podskarbi Henryk z Rogowa. Z zabytków tych przetrwał jedynie ołtarz św. Wolfganga (obecnie pełniący rolę ołtarza głównego) oraz pojedyncze rzeźby (w tym pochodzące z dawnego ołtarza głównego). W zgodnej opinii historyków, zabytki z epoki średniowiecza są najcenniejszymi elementami wystroju kościoła i stanowią świadectwo wysokiego poziomu toruńskiej sztuki w tym czasie.
W prezbiterium znajdują się malowidła gotyckie z XIV w. Na wschodniej ścianie postacie patronów kościoła – św. Jana Chrzciciela i św. Jana Ewangelisty z ok. 1360 roku, na ścianie północnej duża i ikonograficznie rozbudowana scena z ok. 1380–90 przedstawiająca Drzewo Jessego, Ukrzyżowanie na drzewie życia i Sąd Ostateczny oraz personifikacje cnót i grzechów głównych. Drugie z malowideł zostało częściowo zniszczone w 2 połowie XV w. przy budowie empory organowej, z czego można wnioskować, że pokryto je tynkiem już w XV w. podczas rozbudowy kościoła. Odkryto je w 1908 roku, a w latach 1921, 1990–1992 i 1997–1998 poddano konserwacji. Obecny ołtarz główny, tryptyk św. Wolfganga z ok. 1502 roku, fundacji Kaspra Welkera, w połowie XX wieku został przeniesiony w miejsce poprzedniego ołtarza głównego; pierwotnie znajdował się przy pierwszym od zachodu filarze w południowym ciągu filarów. W szafie środkowej znajdują się rzeźby świętych Wolfganga, Bartłomieja i Jakuba, na malowanych skrzydłach bocznych od wewnątrz Ojcowie Kościoła (św. Grzegorz Wielki, św. Hieronim, św. Ambroży i św. Augustyn), na stronie zewnętrznej cztery święte dziewice (święte: Małgorzata, Dorota, Apolonia i Agnieszka). Nad ołtarzem zamontowano dawny krucyfiks z belki tęczowej, z końca XIV w. Na ścianie południowej wisi brązowa płyta nagrobna burmistrza Jana von Soest (zm. 1361) i jego żony Małgorzaty, zamówiona prawdopodobnie w Brugii. Jest to najstarszy zabytek w kościele.
Na wschodniej ścianie nawy północnej znajdują się malowidła gotyckie z XIV (Koronacja Marii i Ukrzyżowanie). Poniżej wmontowana jest gotycka konsola z popiersiem Mojżesza. Dawniej stanowiła ona podparcie dla rzeźby Pięknej Madonny, zaginionej w czasie II wojny światowej, która wraz z konsolą była jednym z najwybitniejszych dzieł gotyku z przełomu XIV i XV wieku. Zachowane popiersie przedstawia Mojżesza wyłaniającego się z gałęzi krzewu ognistego i trzymającego tablice z dziesięciorgiem przykazań. Piękna Madonna została w 1957 roku zastąpiona kopią wykonaną przez Witolda Marciniaka.
W barokowym ołtarzu Krzyża Świętego przy drugim od wschodu filarze północnym znajduje się gotycki krucyfiks datowany wcześniej na 2 poł. XIV w., natomiast w nowszej literaturze zasugerowano jego kolońskie pochodzenie i zmianę datowania na lata między 1310 a 1350.
W ołtarzu przy drugim od wschodu filarze międzynawowym południowym znajduje się płaskorzeźba z przedstawieniem św. Marii Magdaleny unoszonej przez anioły z ok. 1400. Pierwotnie stanowiła ona część środkową ołtarza gotyckiego. Z ok. 1420–1430 pochodzi rzeźba Chrystusa Bolesnego, umieszczona w kaplicy św. Barbary. Pochodzi ona przypuszczalnie z ołtarza Korony Cierniowej, wzmiankowanego w 1596 roku. Oba dzieła są wiązane z kręgiem mistrza Pięknej Madonny, przy czym w nowszych badaniach uznano, że pierwsze z nich (przedstawienie św. Marii Magdaleny) jest jego własnoręcznym dziełem.
Rzeźby Chrystus Zmartwychwstały i św. Jan Ewangelista pochodzą z 1497 roku. Są one dziełem warsztatu ołtarza św. Wolfganga i pochodzą przypuszczalnie z dawnego późnogotyckiego ołtarza głównego. Figura Chrystusa Boleściwego pochodzi z ok. 1510–1520, ołtarz Zaśnięcie Marii z ok. 1500 roku. Gotycką formę mają również dwa wiszące świeczniki maryjne z 1580 roku.
Wizerunek Chrystusa jako Salvator Mundi z ok. 1420–1430 roku znajduje się w zbiorach Muzeum Narodowego w Warszawie. Dwa późnogotyckie obrazy, Zdjęcie z krzyża z  1495 i Biczowanie z ok. 1495, pochodzące z kościoła świętych Janów, obecnie znajdują się w zbiorach Muzeum Diecezjalnego w Pelplinie. W czasie II wojny światowej oprócz rzeźby Pięknej Madonny zaginęły epitafium kasztelana lądzkiego Jana Kota (po 1454) i obraz Koronowanie Cierniem z czwartej ćwierci XV w.

## Zabytki nowożytne
W latach 1530–1583 świętojańska fara służyła protestantom, następnie zaś przez okres 13 lat była użytkowana wspólnie, zarówno przez katolików, jak i protestantów. W okresie tym wnętrze kościoła otynkowano i pobielono. Jednocześnie, wnętrze kościoła wzbogaciło się o epitafia upamiętniających bogatych mieszczan: Anny Pirnesius (zm. 1576) z przedstawieniem św. Hieronima, wzorowanego na obrazie autorstwa Albrechta Dürera, Mikołaja Kopernika z ok. 1580, Krzysztofa Floriana (zm. 1587), Sebastiana Trosta (zm. 1578), ławnika Kaspra Friesego (zm. 1554) i jego żony Anny z Graupernerów (zm. 1576) z 1586 roku i ławnika Andrzeja Gretscha i jego żony Anny (po 1584 roku). Epitafia Anny Pirnesius i Mikołaja Kopernika były fundowane przez toruńskiego lekarza Melchiora Pirnesiusa. W epitafium Krzysztofa Floriana przedstawiono sceny z Drugiej Księgi Królewskiej – Wniebowzięcie proroka Eliasza i prorok Elizeusz wyszydzany przez dzieci. Epitafium Mikołaja Kopernika zostało poddane renowacji i uzupełnieniu w 1733 roku. Inicjatorem naprawy był Jakub Kazimierz Rubinkowski.
Oprócz epitafium, w kaplicy Zaśnięcia Marii Panny znajdują się dwa inne zabytki związane z Mikołajem Kopernikiem – gotycka chrzcielnica z II poł. XIII wieku, mieszcząca się kaplicy kopernikowskiej (dawniej kaplicy Aniołów Stróżów), w której ochrzczono przyszłego astronoma i rzeźbione popiersie autorstwa Wojciecha Rojowskiego z 1766 roku. Popiersie Rojowskiego były krytykowane za niską jakość artystyczną oraz łaciński napis informujący, że Kopernik był Polakiem. Pomnik przez kilkadziesiąt lat znajdował się w magazynach Ratusza Staromiejskiego. Został on odsłonięty w 1809 roku dzięki staraniom Stanisława Staszica.
Liczne barokowe ołtarze w korpusie i kaplicach bocznych pochodzą z XVII-XVIII w. Z połowy XVII w. pochodzi ołtarz Zdjęcia z krzyża z kopią obrazu Petera Paula Rubensa. W 1674 roku w Poznaniu powstał ołtarz św. Franciszka Ksawerego. W ołtarzu w drugiej od wschodu kaplicy południowej obraz Matka Boska ze św. Stanisławem Kostką z ok. 1634–1635, malowany przez Bartłomieja Strobla.
Neogotyckie witraże wykonano na przełomie XIX i XX w. Zostały one uszkodzone 24 stycznia 1945 roku w wyniku eksplozji wagonów kolejowych na Podgórzu. Witraż we wschodnim oknie prezbiterium został wykonany przez Jana Zdziubanego (pod kierunkiem Edwarda Kwiatkowskiego) w 1952 roku.

## Organy

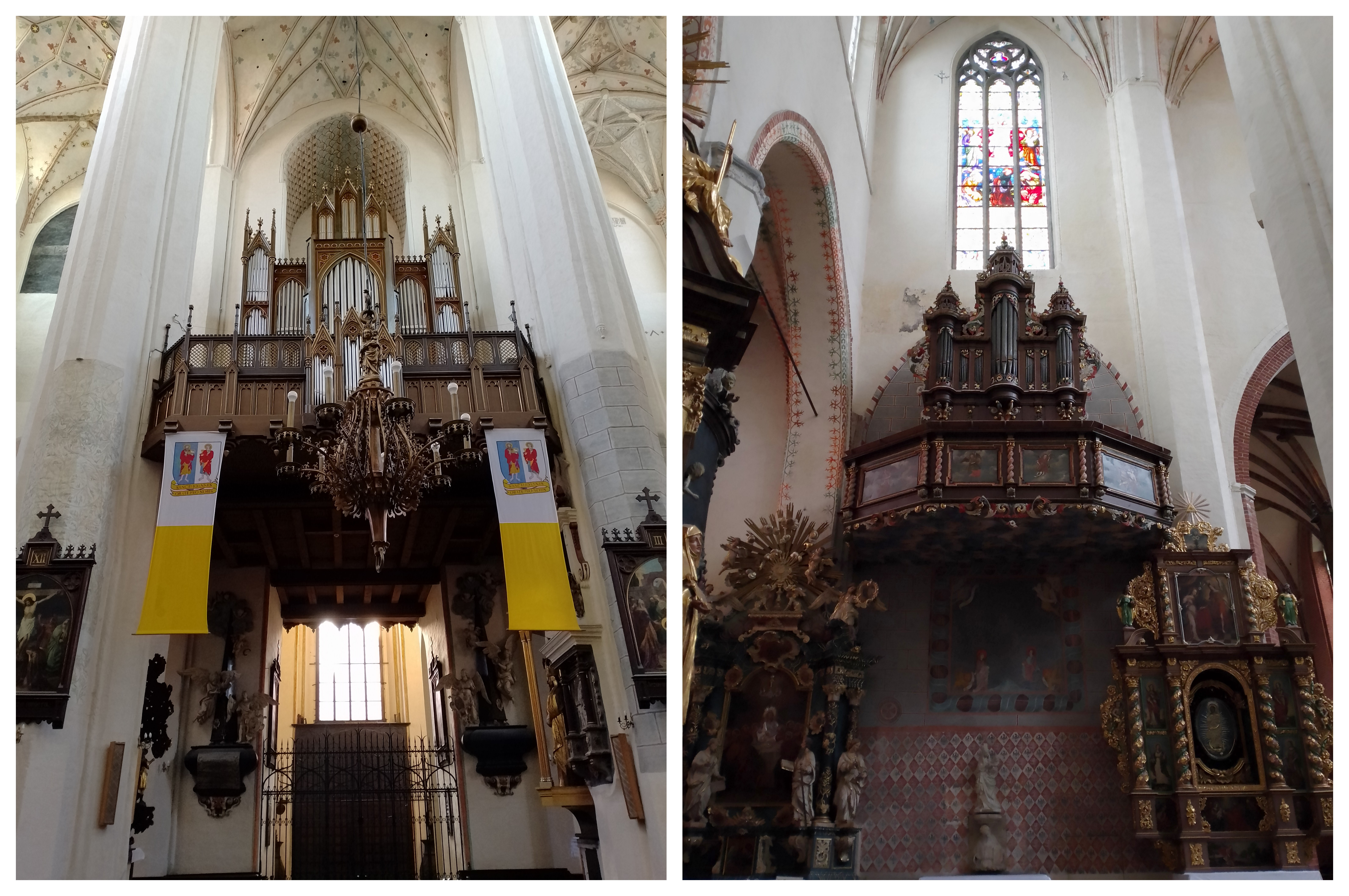
Organy główne Maxa Terletzkiego z 1878 (po lewej) i organy boczne Mateusza Brandtnera z 1688 (po prawej)

W bazylice znajdują się dwa instrumenty. Organy główne – 32-głosowe z romantyczną dyspozycją, neogotyckim prospektem i trakturą pneumatyczną zbudował w 1878 organmistrz Max Terletzki z Królewca. Odremontowane zostały w latach 90. XX wieku przez firmę organmistrzowską Kazimierza Urbańskiego z Bydgoszczy. Organy boczne – 15-głosowe z barokowymi dyspozycją i prospektem, wyposażone w trakturę mechaniczną zbudował w 1688 organmistrz Mateusz Brandtner z Torunia. Odrestaurowane zostały w latach 1979–1983 przez Pracownię Konserwacji Zabytków w Toruniu oraz zakład organmistrzowski Józefa Mollina z Odrów.

## Dzwony

### Tuba Dei

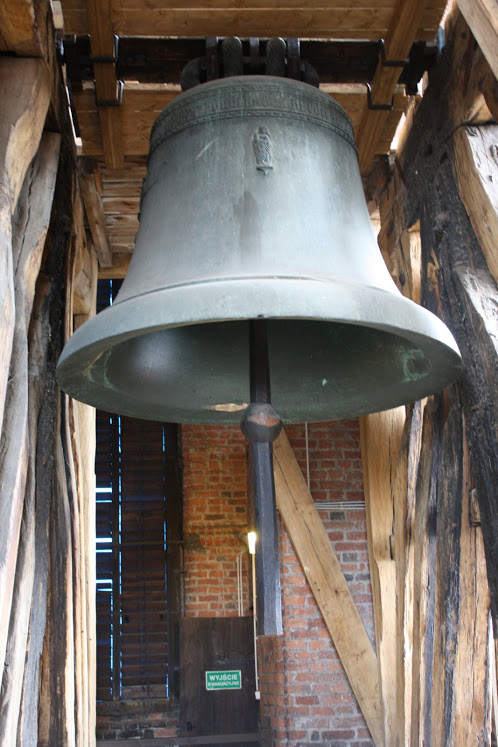
Dzwon Tuba Dei

W bazylice znajduje się dzwon Tuba Dei. Data jego odlania pozostaje kwestią sporną. Większość źródeł podaje rok 1500, jednak według analizy źródeł pisanych wykazano, że dzwon faktycznie został odlany w 1522 roku (rok ten pojawiał się wśród historyków niemieckich. Według przyjętej tradycji dzwon odlał ludwisarz Marcin Schmid. W rzeczywistości Schmid działał pod koniec XVI wieku i nie mógł odlać Tuba Dei. Według Alicji i Marcina Sumowskich dzwon odlał Hans Hauck (Haug).
Wysokość dzwonu z koroną wynosi ok. 2 m. W dolnej części mierzy 2,27 m średnicy. Jego całkowita waga wynosi ok. 7,238 t, stalowego serca ok. 200 kg.

### Pozostałe dzwony
Z 1412 roku pochodzi tzw. dzwon pogrzebowy. Jego średnica wynosi 0,95 m,. W 1990 roku zerwało się z niego serce. W 1437 roku oddano inny dzwon. Jego średnica wynosiła 1,7 m, waga około 4 ton). Dzwon ten został zrabowany przez Niemców w 1942 roku. W okresie nowożytnym odlano dwa dzwony. Pierwszy został odlany przez Augustyna Köscha w 1659 roku. Nie zachował się do czasów współczesnych. Zachował się dzwon odlany przez Mikołaja Petersilgego w 1760 roku. W 2002 roku odlano dzwon Tubula Dei (Trąbka Boża). Trafił on do katedry jako dar z okazji dziesiątej rocznicy powołania diecezji toruńskiej. Dzwon odlano w Gliwicach. Waży 260 kg, jest używany codziennie.

## Galeria

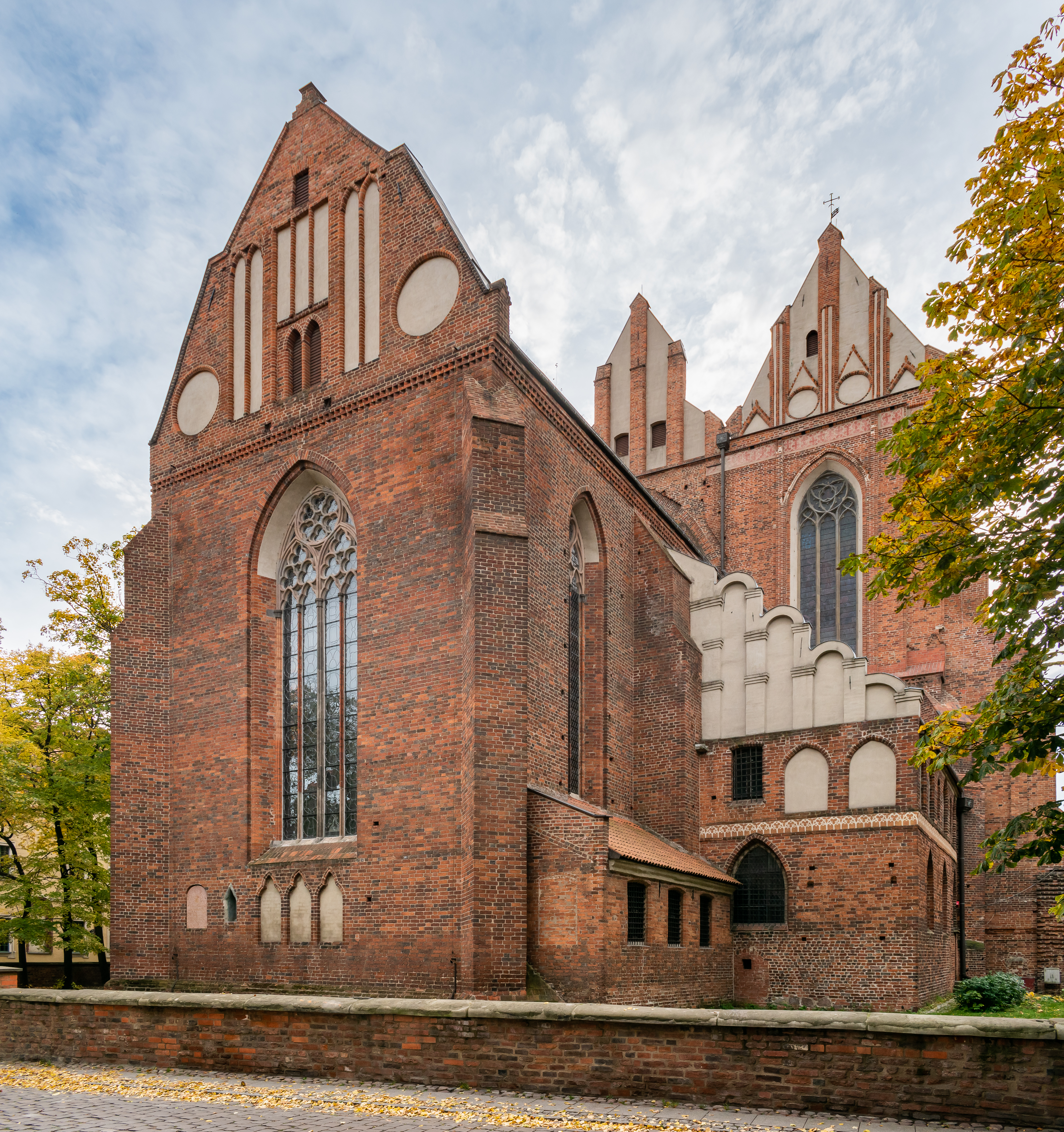
Widok od strony wschodniej na szczyty prezbiterium, zakrystię i wschodnią elewację korpusu
Widok z lotu ptaka od strony południowo-wschodniej
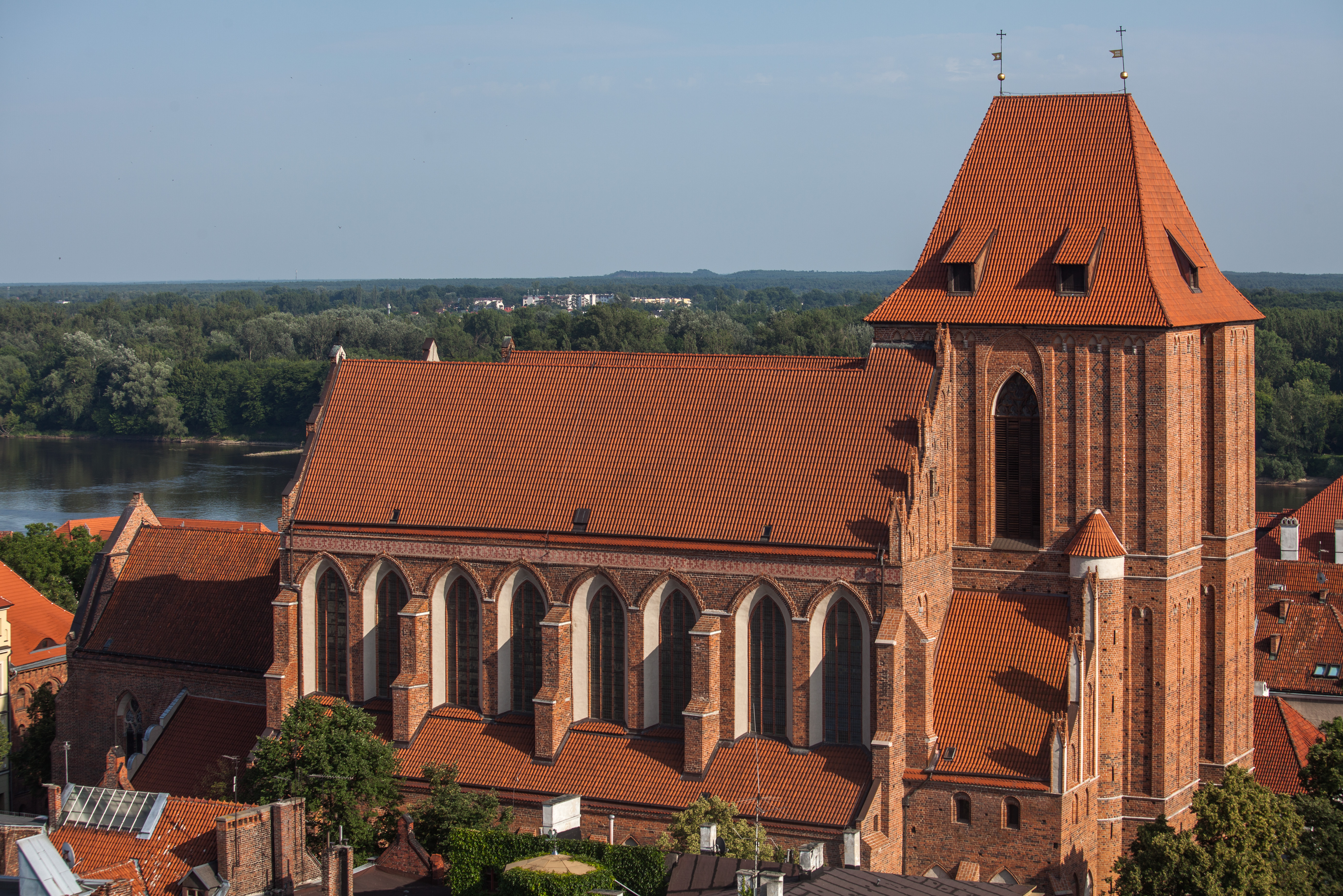
Widok od strony południowo-zachodniej
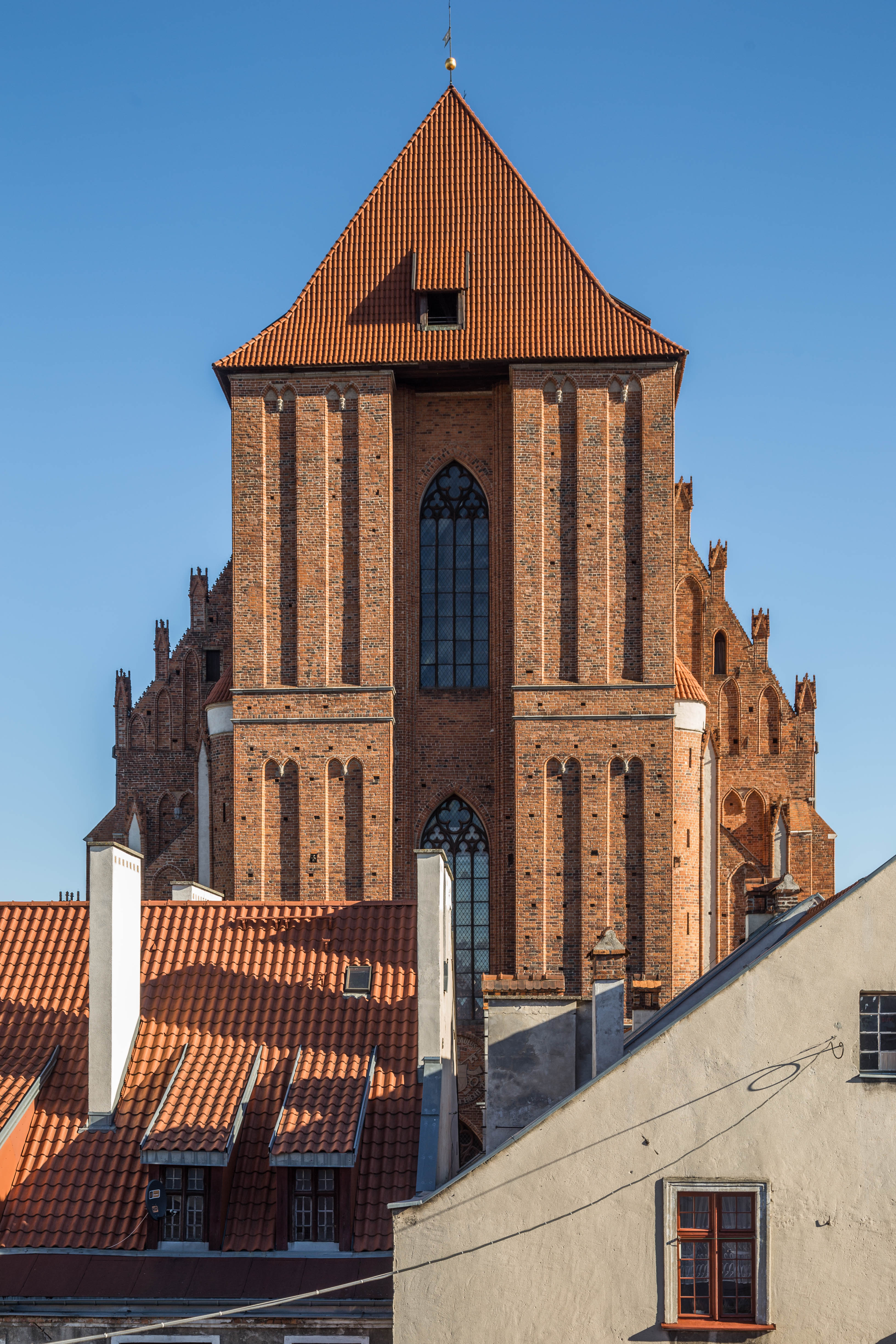
Widok od strony zachodniej
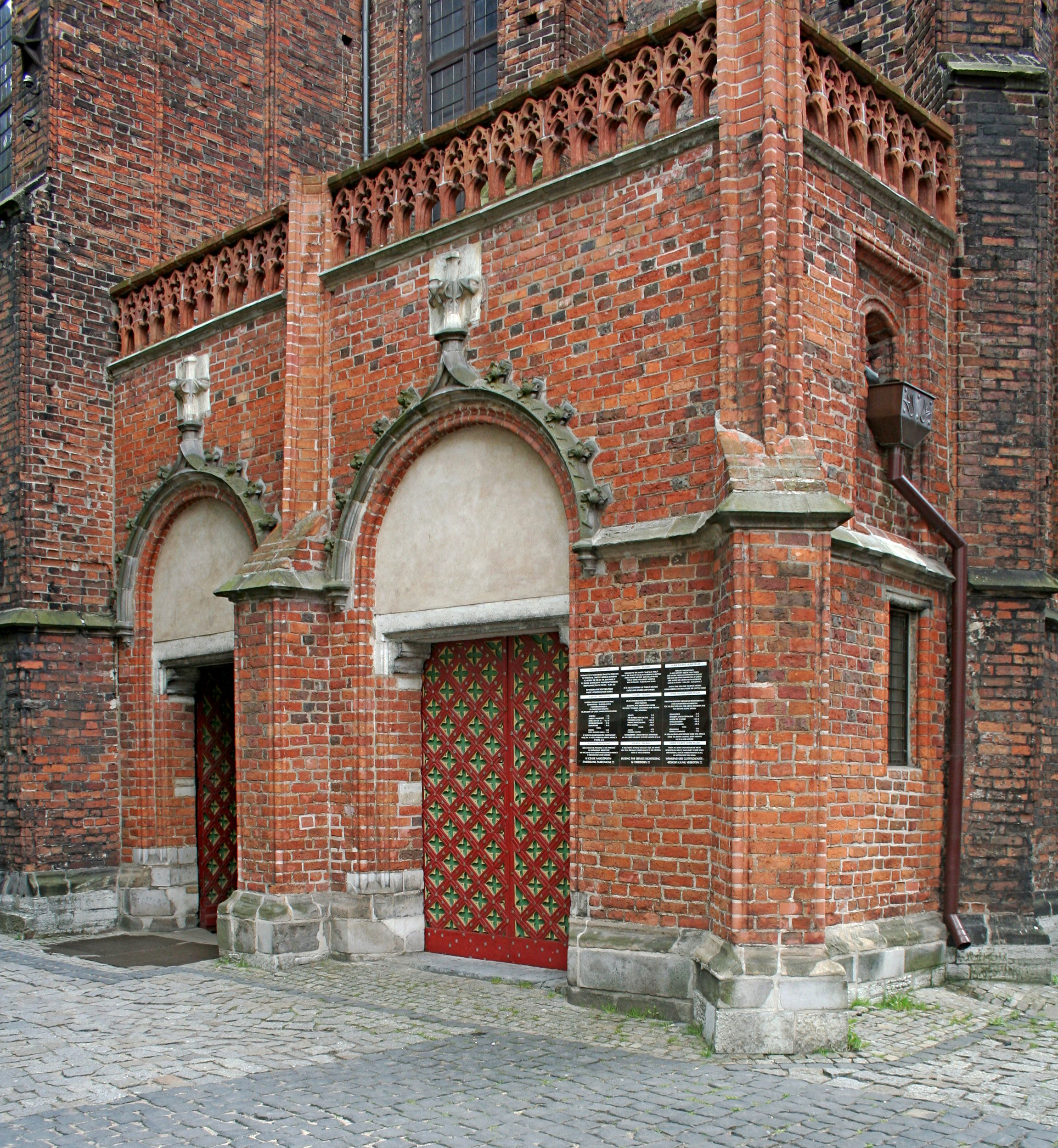
Kruchta północna